# Тимано-Печорська нафтогазова провінція

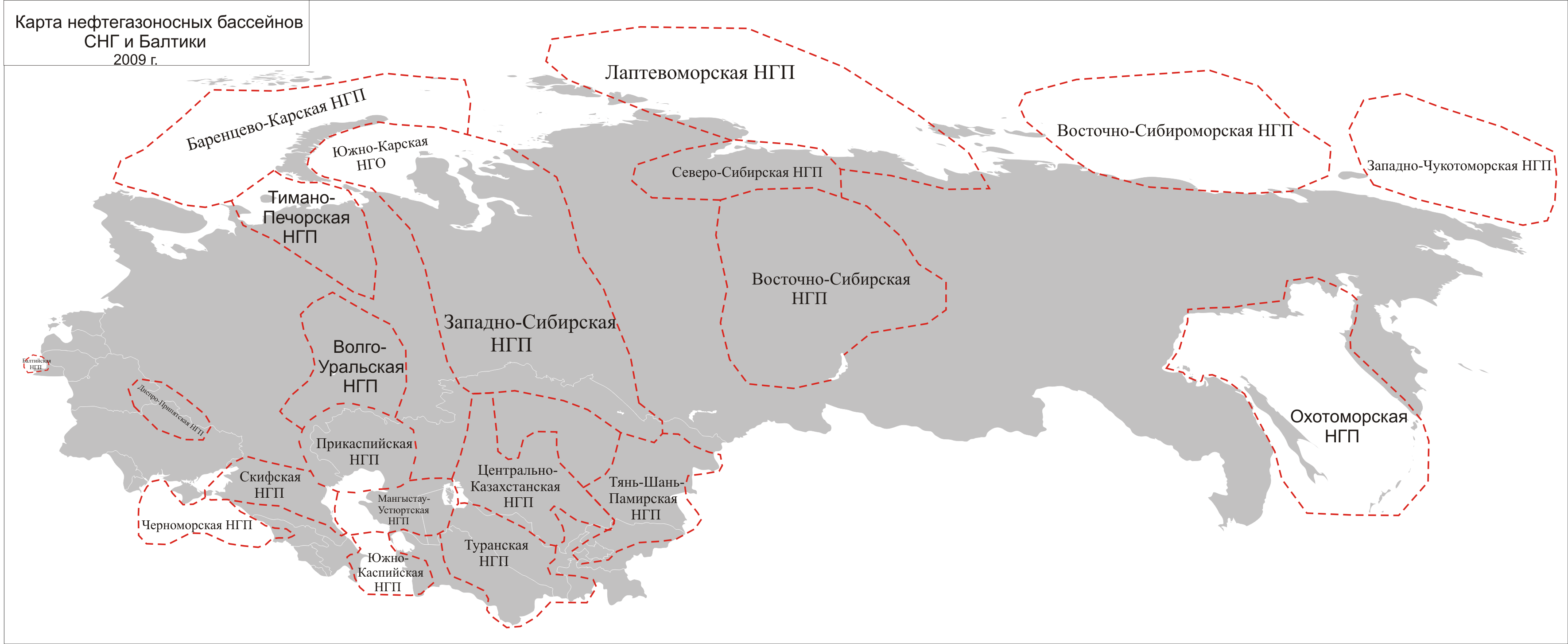
Карта нафтогазових провінцій

Тимано-Печорська нафтогазова провінція розташована на території Республіки Комі, Ненецького автономного округу і прилеглої акваторії Печорського моря.. Площа провінції становить 600 тис. км². Є осадовим басейном, розташованим між Тиманським кряжем та горами Уралу на півночі Росії. Тимано-Печорська нафтогазоносна провінція включає в себе Ухта-Іжемський нафтогазовий район. Центри розвідки і розробки — Ухта, Архангельськ, Нарьян-Мар. Тимано-Печорська нафтогазоносна провінція характеризується складною геологічною будовою.
Ресурси становлять близько 2,4 млрд тонн, 60 % яких припадає на нафту. Третина ресурсів знаходиться на території республіки Комі, дві третини на території Ненецького автономного округу. Глибина покладів становить від 800 метрів до 3 кілометрів. В даний час відкрито понад 200 покладів. Найбагатші нафтогазові області Печоро-Колвінська (44 %), Хорейверська (20 %) і Іжма-Печорська (11 %). В даний час на території Тимано-Печорської нафтогазоносної провінції налічується понад 180 родовищ, з яких — 136 нафтових, 4 газоконденсатних, 2 нафтогазових, 13 нафтогазоконденсатних, 12 газоконденсатних і 16 газових. Нафта має густину 0,826—0,885 г/см³; малосірчиста і середньосірчиста, парафіниста (від 0,4 до 6,6 %), малосмолиста. Метан (більше 80 %), збагачений важкими вуглеводнями (10—17 %), вміст конденсату підвищений. У газоконденсатних родовищах вихід стабільного конденсату становить від 50 до 500 см³ на 1 кубометр.